# عقد 1950
| 1950 \| 1951 \| 1952 \| 1953 \| 1954 \| 1955 \| 1956 \| 1957 \| 1958 \| 1959 |

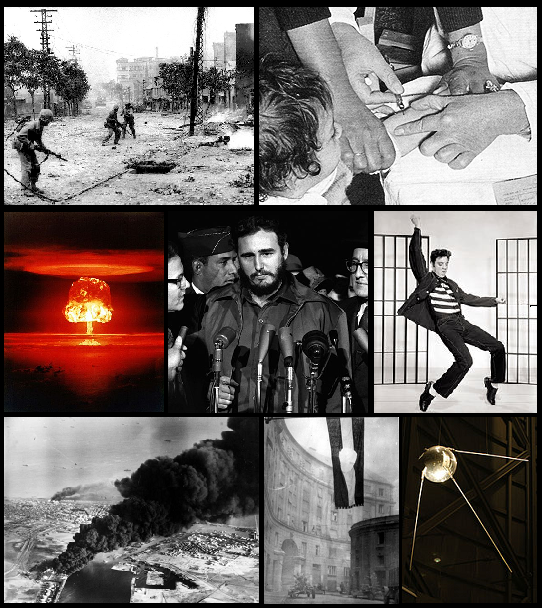
من الأعلى (من اليسار لليمين): صورة لقوات نخبة المارينز الأمريكية وهي تخوض قتالًا في الشوارع إبّان الحرب الكورية في أواخر سبتمبر عام 1950، تطوير جوناس سولك لأول لقاح لشلل الأطفال.
المركز (من اليسار لليمين): الولايات المتحدة تجري أول إلقاء لقنبلة هيدروجينية تسميها «إيفي مايك» عام 1952. يظهر هنا 1954 أول اختبار لقنبلة هيدروجينية اسمها «قلعة روميو»، فيدل كاسترو يطيح بفولغينسيو باتيستا في الثورة الكوبية عام 1959، ما يؤدي إلى قيام أول نظام شيوعي في نصف الكرة الغربية، إلفيس بريسلي يصبح شخصية رائدة في موسيقى الروك أند رول التي بدأت بملاقاة شعبية غير مسبوقة منذ منتصف هذا العقد.
الأسفل (من اليسار لليمين): تصاعد أعمدة الدخان من خزانات النفط في بور سعيد في أعقاب شن كل من إسرائيل والمملكة المتحدة وفرنسا عدوانًا عسكريًا ثلاثيًا على مصر في أواخر عام 1956، القوات المظلية الفرنسية تسير في مدينة الجزائر في بداية الحرب الجزائرية الفرنسية عام 1957، الاتحاد السوفيتي يطلق «سبوتنك 1»، لتصبح أول قمر صناعي يدور حول الأرض، في شهر أكتوبر من عام 1957.

عقد 1950 في التقويم الميلادي بدأ من 1 يناير عام 1950 وانتهى في 31 ديسمبر عام 1959.
تعافى العالم في نهاية هذا العقد من آثار الحرب العالمية الثانية وبدأت الحرب الباردة بين الولايات المتحدة والاتحاد السوفييتي في بدايتها (أو في نهاية الأربعينيات تحديداً) واستمرت تلك الحرب حتى نهاية عقد 1960.
هيمنت الصدامات بين الرأسمالية والشيوعية على هذا العقد، ولا سيما في النصف الشمالي من الكرة الأرضية. شملت تلك الصراعات الحرب الكورية في بداية هذا العقد، وكذلك بداية السباق الفضائي بإطلاق السوفييت لسبوتنك 1. حوّل الاختبار المتكرر للأسلحة النووية (مثل آر دي إس-37 والعملية آبشوت-نوثول) المناخ السياسي في هذا العقد إلى مناخ محافظ. أدى الهلع الأحمر الثاني من الشيوعية في الولايات المتحدة إلى جلسات استماع في الكونغرس بمجلسيه وعمت مناهضة الشيوعية في الولايات المتحدة خلال هذا العقد. بدأ إنهاء الاستعمار في أفريقيا فنالت كثير من البلدان الأفريقية استقلالها في هذا العقد وتسارعت هذه العملية خلال العقد التالي.

## السياسة والحروب

### الحروب
- الحرب الباردة والصراع الذي دار بين تأثير القوى العظمى في العالم بين الاتحاد السوفييتي والولايات المتحدة

- الحرب الكورية (1950-1953) استمرت تلك الحرب من 25 يونيو عام 1950 حتى توقيع اتفاقية الهدنة الكورية في 27 يونيو عام 1953. بدأت الحرب الأهلية الكورية بين كوريا الشمالية (جمهورية كوريا الديمقراطية الشعبية) وكوريا الجنوبية (جمهورية كوريا). عند بدء تلك الحرب، كانت كوريا الجنوبية وكوريا الشمالية موجودتان بمثابة حكومتين مفترضتين تتصارعان للسيطرة على شبه الجزيرة الكورية؛ بسبب تقسيم القوى الخارجية لكوريا. كانت الحرب الكورية في بدايتها حرباً أهلية، ولكنها سرعان ما تحولت إلى صراع بين القوى الغربية تحت حكم الأمم المتحدة بقيادة الولايات المتحدة من جهة وحلفائها وبين القوى الشيوعية مثل جمهورية الصين الشعبية والاتحاد السوفييتي من جهة أخرى.في 15 سبتمبر، أجرى اللواء دوغلاس ماكرثر معركة إنتشون، وهي عملية هبوط برمائي في مدينة إنتشون. انهار جيش كوريا الشمالية نتيجة ذلك، وخلال عدة أيام، استعاد جيش ماكرثر سول (عاصمة كوريا الجنوبية). انطلق مكارثر نحو الشمال، واستحوذ على بيونغ يانغ في أكتوبر. تسبب تدخل الصين في الشهر التالي إلى توجه قوات الأمم المتحدة نحو الجنوب مرة أخرى. خطط مكارثر بعد ذلك لعملية غزو شاملة للصين، لكن ذلك تضاد مع رغبة الرئيس ترومان وغيره ممن أرادوا حرباً ضيقة النطاق. فُصل مكارثر من العملية وعُين اللواء ماثيو ريدجواي مكانه. أصبحت الحرب بعد ذلك دموية ووصلت إلى طريق مسدود لعامين ونصف حتى نشوء مفاوضات السلام بين الطرفين. تسببت الحرب الكورية في وفاة 33742 جندي أمريكي، وإصابة 92134 جندي آخر، وفُقد نحو 80 ألف جندي أو كان منهم أسرى حرب. تبلغ تقديرات الخسائر الكورية الصينية في الحرب نحو مليون أو مليون و400 ألف بين حالات وفاة وإصابة، وفُقد نحو 140 ألف آخرين.

- حرب فيتنام بدأت في 1955. أصدر ديام قرار الإعدام ضد أي نشاط شيوعي في 1956. بدأت حركة فيت مين حملة اغتيالات في بداية 1957. نُشر مقال للأكاديمي الفرنسي بيرنارد فول في يوليو عام 1958، استنتج فيه بدء حرب جديدة في فيتنام. وقع أول تحرك عسكري واسع المدى في 26 سبتمبر عام 1959، عندما نصبت الجبهة الوطنية لتحرير جنوب فيتنام كمينين للجيش الفيتنامي.

- الصراع العربي الإسرائيلي (من بداية القرن العشرين)
- أزمة السويس (1956) كانت أزمة السويس حرباً دارت على الأراضي المصرية في 1956. بعد تأميم جمال عبد الناصر لقناة السويس، أعلنت المملكة المتحدة وفرنسا وإسرائيل غزوهم للقناة. نجحت العملية عسكرياً، لكن بعد تدخل الولايات المتحدة والاتحاد السوفييتي معاً لمعارضة الغزو، انسحبت قوات الغزاة. مثلت تلك الحادثة إهانة للقوى الأوروبية المشاركة في هذا الغزو (فرنسا وبريطانيا) وكانت رمزاً لنهاية عصر الاستعمار وإضعاف النفوذ الأوروبي خاصة الإمبراطورية البريطانية.
- حرب الجزائر (1954 – 1962) حرب مهمة في إنهاء الاستعمار في الجزائر، كانت تلك الحرب معقدة وتكونت من حرب عصابات وإرهاب للمدنيين، واستخدام التعذيب من الطرفين وعمليات إرهاب مضاد من الجيش الفرنسي. أدت الحرب في النهاية إلى استقلال الجزائر من فرنسا.

### الصراعات الداخلية

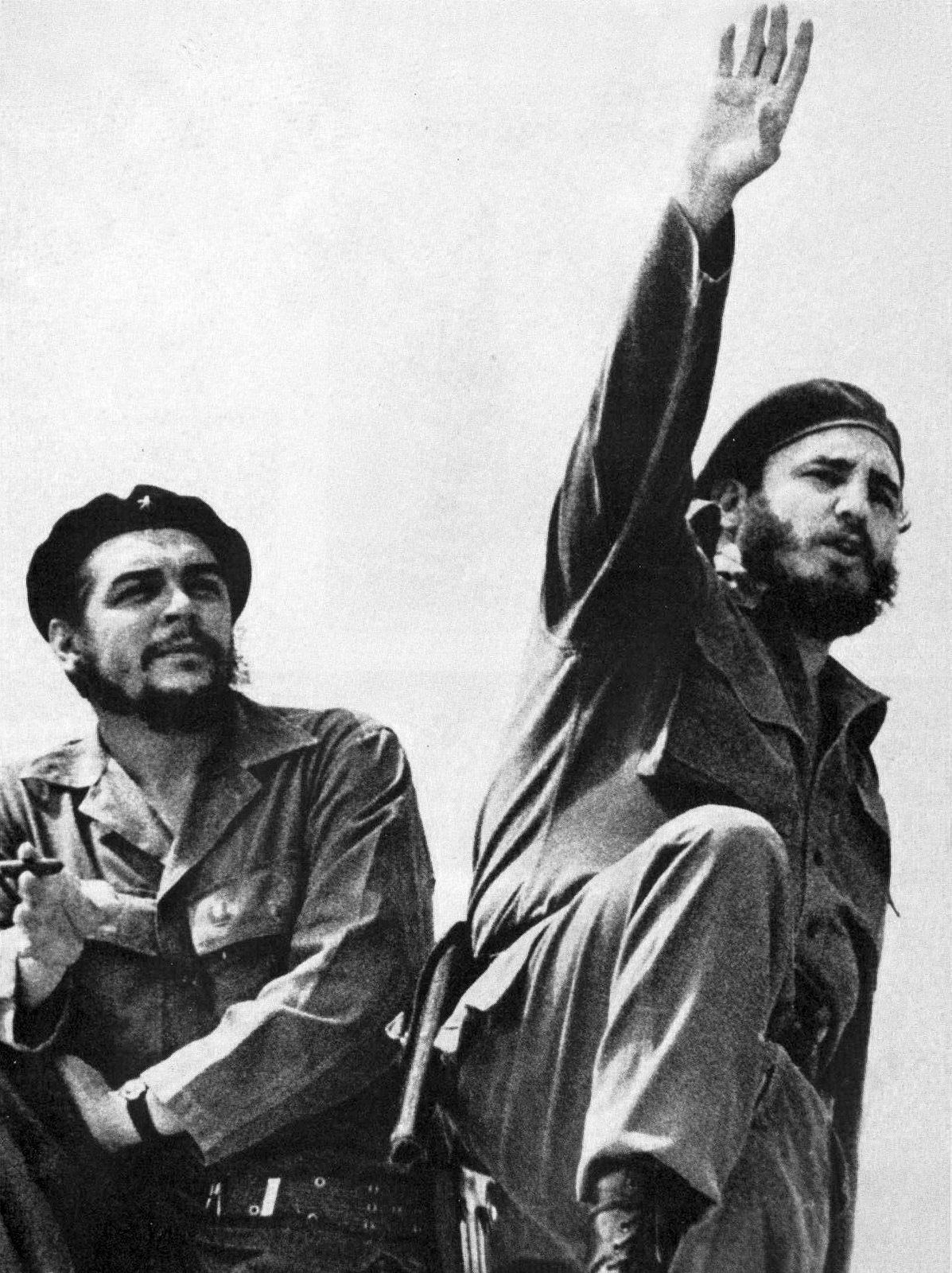
تشي جيفارا وفيدل كاسترو. أصبح كاسترو زعيمًا لكوبا بعد الثورة الكوبية

- الثورة الكوبية (1953-1959) الإطاحة بفولغينسيو باتيستا على يد  فيدل كاسترو وتشي جيفارا وغيرهما من القوى أدى إلى إقامة أول حكومة شيوعية في النصف الغربي من الكرة الأرضية.
- بدأت انتفاضة ماو ماو في الانتقام من البريطانيين في كينيا. أدى ذلك إلى تكوين معسكرات اعتقال في كينيا، وانتصار عسكري لبريطانيا، وانتخاب الرئيس القومي المعتدل جومو كينياتا قائداً لكينيا.
- بدأت رياح التدمير في رواندا سنة 1959 بعد الاعتداء على سياسي مجموعة هوتو العرقية دومينيك مبونيموتوا على يد قوات التوتسي. كانت تلك بداية عقود من العنف الإثني في الدولة، والتي تراكمت لذروتها في الإبادة الجماعية في رواندا عام 1994.
- الثورة المجرية 1956 هي انتفاضة عفوية ضخمة في دولة المجر التابعة للاتحاد السوفييتي ضد النظام التابع للاتحاد السوفييتي ذي المرجعية الماركسية اللينينية، مستلهمين هذه الانتفاضة من التغيرات السياسية في بولندا والاتحاد السوفييتي. تمكنت الانتفاضة التي قام بها الطلاب والعمال في المقام الأول من قتال الجيش السوفييتي، واستلمت السلطة حكومة أخرى متضامنة مع الإصلاح. فكر بعض القادة السوفيت من الانسحاب من المجر بالكامل، لكنهم سحقوا الثورة بغزو ثانٍ، وقع على إثره آلاف المجريين من القتلى وأُرسل مئات وآلاف من المجريين إلى المنفى. تُعتبر الثورة المجرية أكبر صراع داخلي يدور في الكتلة الشرقية، وأدى القمع العنيف لتلك الثورة من الاتحاد السوفييتي لفقدان الثقة به حتى من حلفائه.
- 1951 - الثورة النيبالية (سات سالكو كرانتي) - الإطاحة بنظام رانا الأوتوقراطي في نيبال وإقامة الديمقراطية.

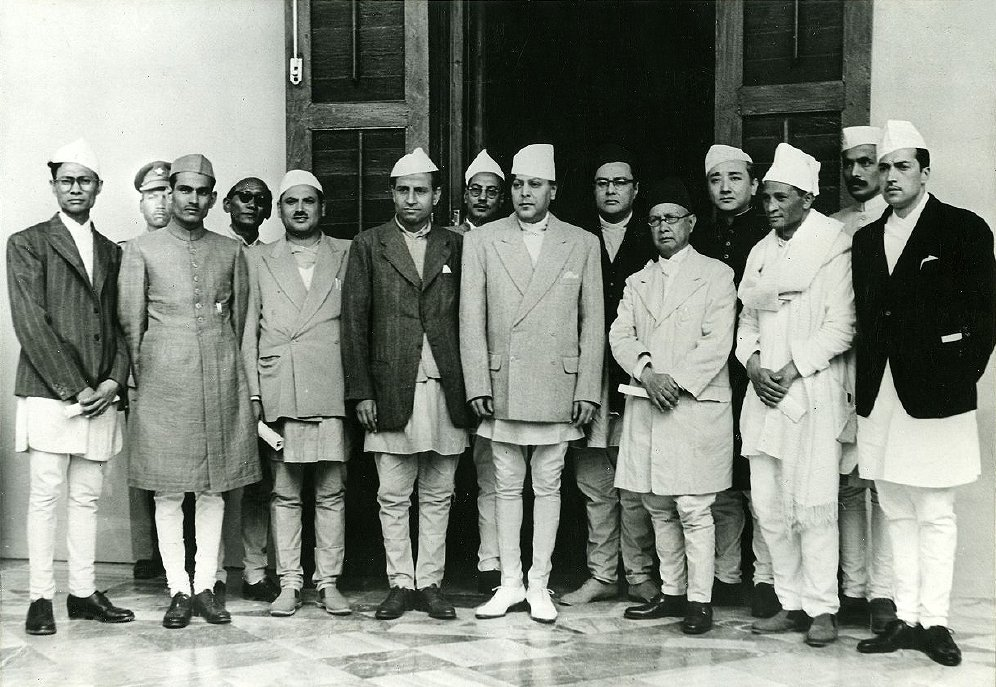
شخصيات بارزة في الكونغرس النيبالي مع الملك تريبهوفان

### نيل الاستقلال وإنهاء الاستعمار
بدء إنهاء استعمار الإمبراطوريات الأوروبية السابقة. واجهت الجمهورية الفرنسية الرابعة تحديداً صراعات على جبهتين داخل الاتحاد الفرنسي، وهما الحرب الجزائرية والحرب الهندوصيندية الأولى. نال اتحاد ملايو الاستقلال سلمياً من المملكة المتحدة في 1956. انتهى الحكم الفرنسي للجزائر في 1958، وانفصلت فيتنام عن الهند الصينية الفرنسية في عام 1954. تكونت دولتا شمال فيتنام وجنوب فيتنام. نالت مملكة لاوس ومملكة كمبوديا الاستقلال أيضاً، وانتهى بذلك الوجود الفرنسي في جنوب شرق آسيا. نالت الكونغو البلجيكية وغيرها من الأمم الإفريقية الاستقلال من فرنسا وبلجيكا والمملكة المتحدة.
كان إنهاء الاستعمار قوي جدا في أفريقيا في الخمسينيات. فكانت ليبيا أول دولة إفريقية تنال الاستقلال في عام 1951، وبدأت الحرب الجزائرية في 1954. وفي عام 1956 نال المغرب والسودان وتونس استقلالهم، وفي العام التالي أصبحت غانا أول دولة أفريقية تنال استقلالها من دول أفريقيا جنوب الصحراء.

### الأحداث السياسية البارزة
- السوق الأوروبية المشتركة: المجتمعات الأوروبية (أو السوق المشتركة)، وهي سلف الاتحاد الأوروبي، تأسست باتفاقية روما في 1957.
- في 1 نوفمبر عام 1950، وقعت محاولة اغتيال الرئيس الأمريكي هاري ترومان على يد اثنين من القوميين من بورتوريكو. كان لقائد الفريق غريزيلو توريسولا خبرة باستخدام الأسلحة النارية، وكان رفيقه أوسكار كولازو متواطئاً معه. حاول المجرمان تنفيذ الاغتيال في منزل بلير حيث كان الرئيس مقيماً مع عائلته. أصاب توريسولا الشرطي بالبيت الأبيض ليزلي كوفليت، الذي قتل توريسولا قبل أن يتوفى هو الآخر. حُكم بالإدانة على المشارك في هذه الجريمة، كولازو، ونال عقوبة الإعدام في 1952 التي خُففت فيما بعد إلى السجن مدى الحياة.
- في 7 يوليو 1950 أصدر برلمان جنوب أفريقيا أول قانون للمناطق الجماعية وتم تنفيذه على مدى عدة سنوات. ساهم إصدار القانون بشكل كبير في فترة الفصل العنصري ومؤسسات التمييز العنصري في جنوب إفريقيا المعروفة باسم الأبارتهايد، والتي استمرت من 1948 إلى 1991. وكان من أشهر استخدامات قانون مناطق المجموعة تدمير صوفياتاون إحدى ضواحي جوهانسبرج، وبدأت في 9 فبراير 1955.
- تأسيس حركة عدم الانحياز بعد مؤتمر باندونغ سنة 1955، وتتألف من دول غير متحالفة رسميًا مع أو ضد كتل القوى العظمى.

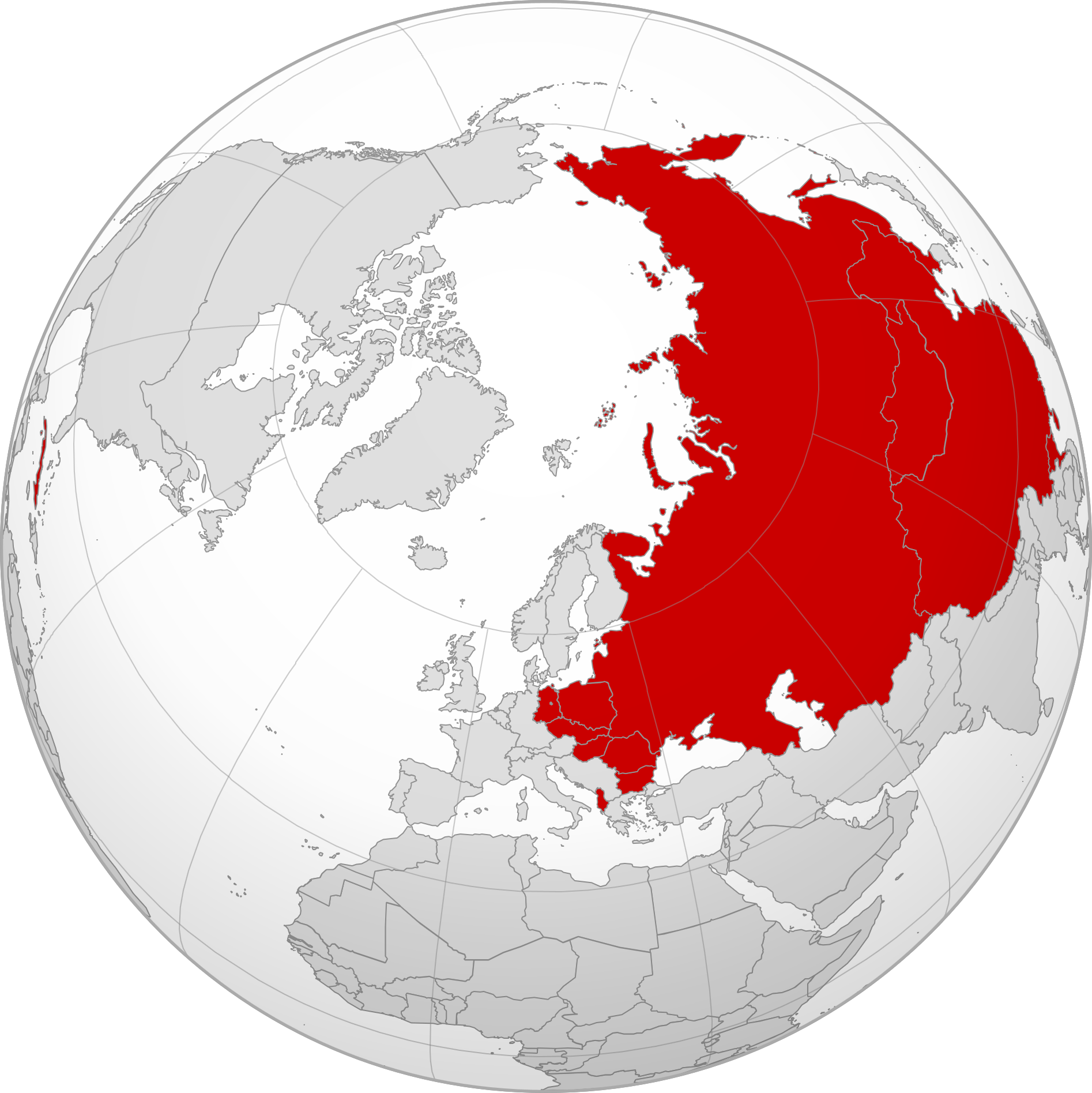
أقصى مدى إقليمي لدول في العالم تحت النفوذ السوفيتي، بعد الثورة الكوبية في 1959 وقبل الانقسام الصيني السوفياتي رسميًا سنة 1961

#### آسيا
- أنهت الولايات المتحدة احتلالها لليابان التي أصبحت مستقلة بالكامل. فأجرت انتخابات ديمقراطية، ثم تعافت اقتصاديًا.
- في غضون عام من إنشائها، استعادت جمهورية الصين الشعبية التبت وتدخلت في الحرب الكورية، مما تسبب في سنوات من العداء والقطيعة مع الولايات المتحدة. أعجب ماو بستالين ورفض التغييرات في موسكو بعد وفاة ستالين في 1953، مما أدى إلى تزايد التوتر مع الاتحاد السوفيتي.
- في 1950-1953 حاولت فرنسا احتواء تمرد شيوعي متنامٍ بقيادة هوشي منه. بعد هزيمتهم في معركة ديان بيان فو سنة 1954، منحت فرنسا الاستقلال لكمبوديا ولاوس وفيتنام. وفي مؤتمر جنيف 1954 اتفقت فرنسا مع الشيوعيون على تقسيم فيتنام وإجراء انتخابات في 1956. ولكن الولايات المتحدة وفيتنام الجنوبية رفضت اتفاقيات جنيف وأصبح الانقسام دائمًا.
- بدأت الحرب الأهلية الصينية رسميًا في 1927 واستمرت إلى ما بعد انتهاء الحرب العالمية الثانية حتى يوم 7 مايو 1950. وأدى إلى انسحاب حكومة جمهورية الصين إلى جزر تايوان وهاينان، ثم عملية انزال على جزيرة هاينان لتحريرها.

#### أفريقيا
- شهدت إفريقيا بداية تدخلات غربية اقتصادية واسعة النطاق من أعلى إلى أسفل في الخمسينيات من القرن الماضي، مما أفشل في إحداث تحسن اقتصادي واستنفاد الأعمال الخيرية خلال القرن. لم يتم مواجهة الفساد المستشري، واستمرت الحروب والأمراض والمجاعة كونها مشاكل مستمرة في المنطقة.
- أطاح جمال عبد الناصر بالنظام الملكي المصري، ونصب نفسه رئيسًا لمصر. وأصبح زعيما مؤثرا في الشرق الأوسط في خمسينيات القرن الماضي، وقاد الدول العربية إلى الحرب مع إسرائيل، وأصبح زعيما رئيسيا لحركة عدم الانحياز وعزز الوحدة العربية.
- في 1957 نال الدكتور كوامي نكروما على استقلال غانا بعد سلسلة من المفاوضات مع الحكومة البريطانية. وكانت غانا حتى ذلك الوقت تسمى بساحل الذهب، وهي مستعمرة تابعة للإمبراطورية البريطانية.

#### الأمريكتين

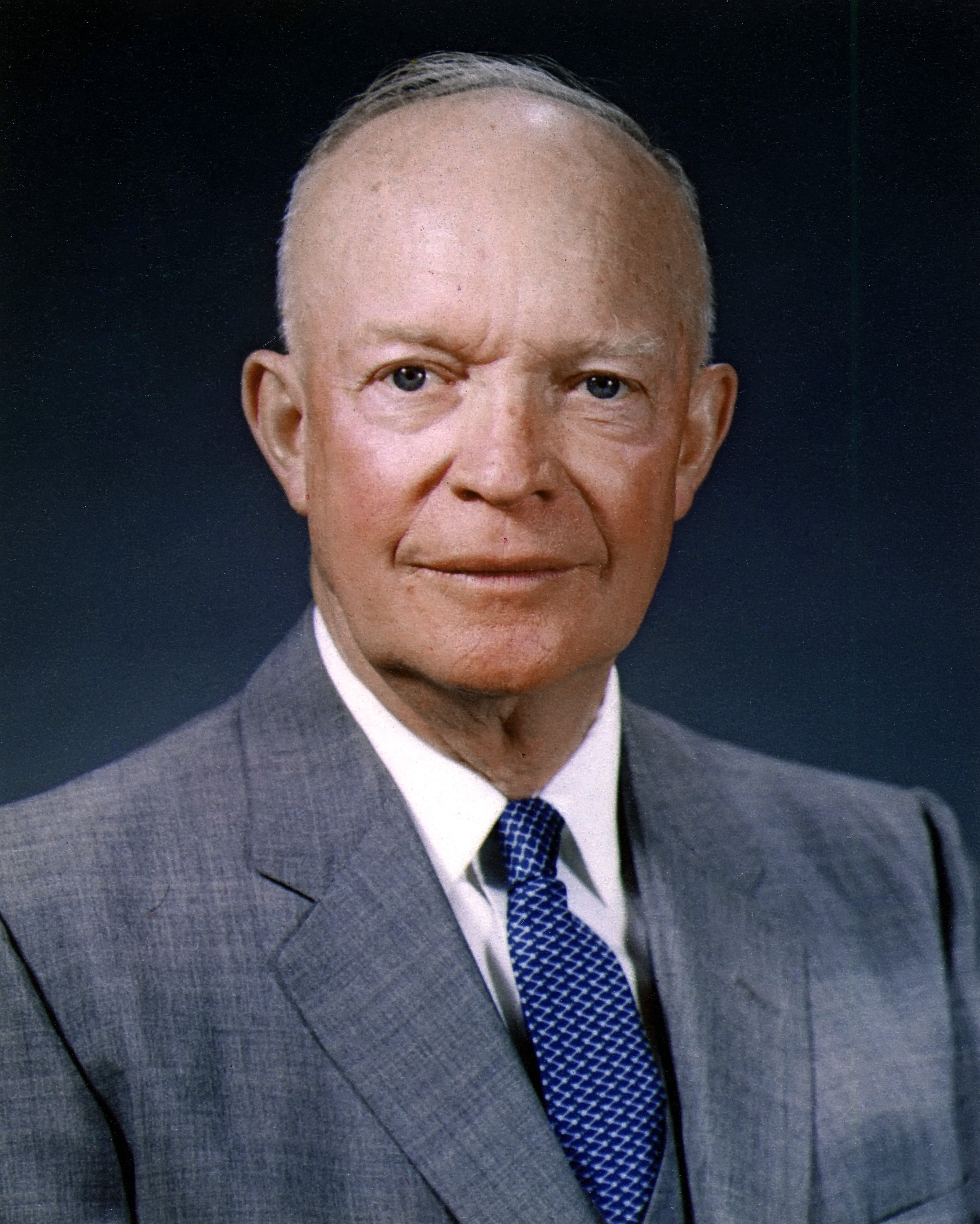
الصورة الرسمية لدوايت أيزنهاور رئيس الولايات المتحدة لمعظم فترة الخمسينات

- في 1950 أصبحت جرينلاند (27 مايو) مستعمرة لمملكة الدنمارك. اتحد شمال جرينلاند وجنوب جرينلاند بحاكم واحد.
- في 1953 أصبحت جرينلاند (5 يونيو) جزءًا متساويًا ومتكاملاً من الدنمارك باعتبارها ولاية فدرالية (amt).
- في 1954 دبرت وكالة المخابرات المركزية للإطاحة بالحكومة الغواتيمالية جاكوبو أربينز ونصبت كارلوس كاستيلو أرماس.
- في 1957 تولى الدكتور فرانسوا دوفالييه السلطة في انتخابات جرت في هايتي. أعلن لاحقًا نفسه رئيسًا مدى الحياة، وحكم حتى وفاته سنة 1971.
- في 1958 أطيح بالدكتاتورية العسكرية لفنزويلا.
- في 1959 أصبحت ألاسكا (3 يناير) وهاواي (21 أغسطس) الولايتين 49 و 50 على التوالي للولايات المتحدة.
- في 1959 أطاح فيدل كاسترو بنظام فولجنسيو باتيستا في كوبا، وأسس حكومة شيوعية في البلاد. على الرغم من أن كاسترو سعى في البداية للحصول على مساعدة من الولايات المتحدة، إلا أنه تم رفضه وتحول لاحقًا إلى الاتحاد السوفيتي.
- إنشاء نوراد[الإنجليزية] في 1959 بين كندا والولايات المتحدة لإنشاء نظام دفاع جوي موحد في أمريكا الشمالية.
- تم بناء برازيليا في 41 شهرًا من 1956، وفي 21 أبريل 1960 أصبحت عاصمة البرازيل.

#### أوروبا
- بمساعدة خطة مارشال نجح إعادة الإعمار بعد الحرب، حيث تبنت بعض البلدان (مثل ألمانيا الغربية) رأسمالية السوق الحرة بينما تبنت أخرى السياسة الكينزية لدول الرفاهية. استمرت أوروبا في الانقسام إلى دول الكتلة الغربية والسوفياتية. أصبحت النقطة الجغرافية لهذا التقسيم تسمى الستار الحديدي.
- بسبب فشل محاولات سابقة لإقامة دولة موحدة، ظلت ألمانيا مقسمة إلى دولتين: جمهورية ألمانيا الاتحادية الرأسمالية في الغرب وجمهورية ألمانيا الديمقراطية الاشتراكية في الشرق. عرّفت الجمهورية الاتحادية نفسها على أنها الخليفة القانوني للديكتاتورية الفاشية وكانت ملزمة بدفع تعويضات الحرب. لكن جمهورية ألمانيا الديمقراطية شجبت الماضي الفاشي تمامًا ولم تعترف بأنها مسؤولة عن دفع تعويضات نيابة عن النظام النازي. أدى موقف جمهورية ألمانيا الديمقراطية الأكثر قسوة في قمع المشاعر المعادية للشيوعية والروسية العالقة في مجتمع ما بعد النازية إلى زيادة الهجرة إلى الغرب.
- حافظ الجيش الأمريكي على قواعده في أوروبا الغربية، وكذلك حافظ الاتحاد السوفيتي على قواعده في الشرق. ففي 1953 توفي جوزيف ستالين زعيم الاتحاد السوفيتي. أدى ذلك إلى صعود نيكيتا خروتشوف الذي شجب ستالين واتبع سياسة داخلية وخارجية أكثر ليبرالية، وشدد على المنافسة السلمية مع الغرب بدلاً من العداء العلني. كانت هناك انتفاضات مناهضة للستالينية في ألمانيا الشرقية وبولندا في 1953 والمجر 1956.

## الكوارث
طبيعية:

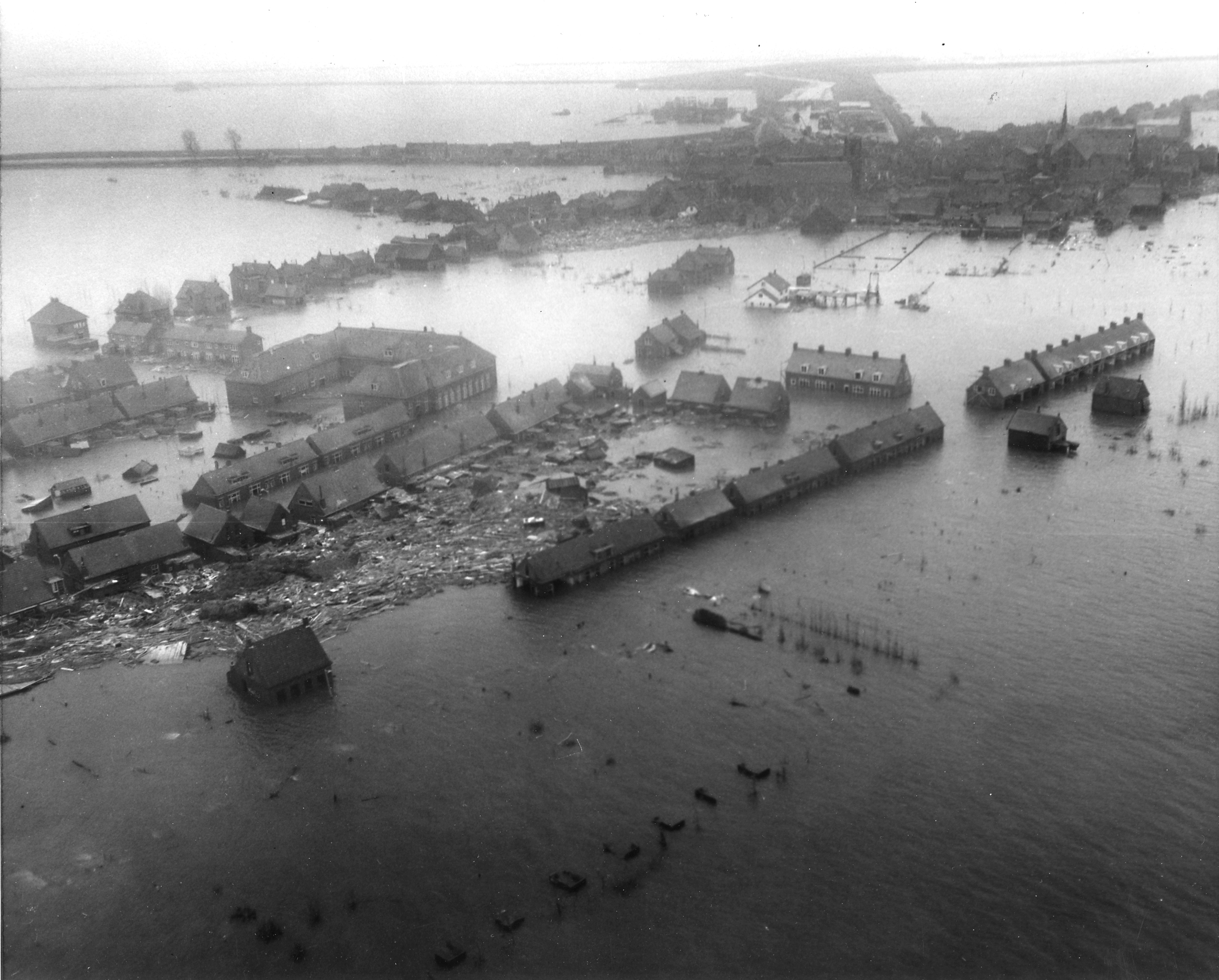
فيضان بحر الشمال 1953

- في 15 أغسطس 1950 ضرب زلزال بقوة 8.6 ريختر منطقة أسام-التبت بأقصى كثافة مركالي من الحادي عشر (XI)، مما أسفر عن مقتل ما بين 1500 و 3300 شخص.
- في 18 يناير 1951 اندلع جبل لامينجتون في بابوا غينيا الجديدة، مما أسفر عن مقتل 3000 شخص.
- في 31 يناير 1953 تسبب فيضان بحر الشمال 1953 بمقتل 1,835 شخصًا في جنوب غرب هولندا (خاصة زيلاند) و 307 في المملكة المتحدة.[2]
- في 9 سبتمبر 1954 ضرب زلزال الشلف بقوة 6.7 ريختر شمال الجزائر بأقصى كثافة مركالي وبلغ الحادي عشر (XI). دمرت الصدمة مدينة الشلف، خلفت ما بين 1243-1409 قتيل و5000 جريح.
- في 11 أكتوبر 1954 عبر إعصار هازل هايتي، فأسفر عن مقتل 1000 شخص.
- في 19 أغسطس 1955 ضرب إعصار ديان شمال شرق الولايات المتحدة، فقتل أكثر من 200 شخص، وتسبب في أضرار بأكثر من 1.0 مليار دولار.
- في 27 يونيو 1957 دمر إعصار أودري حي كاميرون، لويزيانا الأمريكية، مما أسفر عن مقتل 400 شخص.
- في أبريل 1959 غمرت نهر ريو نيغرو وسط أوروغواي.
- ضرب إعصار فيرا وسط هونشو في 26 سبتمبر 1959، مما أسفر عن مقتل ما يقدر بـ 5098 وإصابة 38921 آخرين، وترك 1,533,000 بلا مأوى. تركزت معظم الأضرار في منطقة ناغويا.
- في 2 ديسمبر 1959 انهار سد مالباسيت في جنوب فرنسا، وتدفقت المياه على مدينة فريجوس مما أسفر عن مقتل 412 شخصًا.

بشرية:
- في 12 مارس 1950 تحطمت طائرة من طراز أفرو تيودور كانت تقل فريق رجبي في ويلز، مما أسفر عن مقتل 80 شخصًا.
- في أوائل ديسمبر 1952 تسبب الضباب الدخاني العظيم في لندن في حدوث اضطراب كبير عن طريق الحد من الرؤية وحتى اختراق المناطق الداخلية، بشكل أشد بكثير من أحداث الضباب الدخاني السابقة، والتي تسمى «ضباب حساء البازلاء». قدرت التقارير الطبية الحكومية في الأسابيع التي أعقبت الحدث أن ما يصل إلى 4000 شخص ماتوا كنتيجة مباشرة للضباب الدخاني وأن 100,000 آخرين أصيبوا بالمرض بسبب تأثيرات الضباب الدخاني على الجهاز التنفسي البشري.
- في 18 يونيو 1953 تحطمت طائرة تابعة للقوات الجوية الأمريكية دوغلاس سي-124 غلوب ماستر الثانية بعد إقلاعها من تاتشيكاوا اليابانية، مما أسفر عن مقتل 129 شخصًا كانوا على متنها.
- في 10 يناير 1954 تحطمت طائرة BOAC رحلة 781، وهي طائرة نفاثة جديدة من نوع دي هافيلاند كومت في الجو بسبب عطل هيكلي وتحطمت قبالة الساحل الإيطالي، فأسفر عن مقتل جميع الركاب وعددهم 35 شخصًا.
- في 30 يونيو 1956 اصطدمت طائرتا يونايتد إيرلاينز دوغلاس دي سي-7 وطائرة ترانس وورلد إيرلاينز لوكهيد إل-1049 سوبر كونستليشن فوق جراند كانيون في أريزونا، مما أسفر عن مقتل 128 شخصًا كانوا على متن كلتا الطائرتين.
- في 25 يوليو 1956 اصطدمت سفينة المحيط الإيطالية أس أس أندريا دوريا مع سفينة المحيط السويدية MS ستوكهولم قبالة ساحل نانتوكيت بولاية ماساتشوستس. قُتل 51 شخصًا وغرقت أندريا دوريا في صباح اليوم التالي.
- في 6 فبراير 1958 تحطمت طائرة رحلة الخطوط الجوية البريطانية الأوروبية رقم 609 في محاولتها الثالثة للإقلاع من مدرج مغطى بالثلج في مطار ميونيخ ريم[الإنجليزية] في ميونيخ بألمانيا الغربية. قُتل 23 شخصًا على متنها (منهم 8 من لاعبي فريق مانشستر يونايتد لكرة القدم).
- في 21 أبريل 1958 أدى تصادم في الجو بين طائرة تابعة لشركة يونايتد إيرلاينز رحلة 736 وطائرة مقاتلة تابعة للقوات الجوية الأمريكية إلى مقتل 49 شخصًا.
- في 14 أغسطس 1958 تحطمت طائرة لوكهيد كونستليشن التابعة لشركة الخطوط الجوية الملكية الهولندية في المحيط الأطلسي قبالة سواحل أيرلندا، مما أسفر عن مقتل 99 شخصًا كانوا على متنها.

## الاقتصاد
- كانت الولايات المتحدة القوة الاقتصادية الأكثر نفوذاً في العالم بعد الحرب العالمية الثانية برئاسة دوايت أيزنهاور.
- كان التضخم معتدلاً خلال عقد الخمسينيات. شهدت الأشهر القليلة الأولى آثارًا انكماشية من الأربعينيات، لكن السنة الأولى كاملة انتهت بما بدا وكأنه بدايات تضخم هائل مع معدلات تضخم سنوية تتراوح من 8٪ إلى 9٪ سنويًا. وفي سنة 1952 هدأ التضخم. وقد عانت سنوات 1954 و1955 من الانكماش مرة أخرى، لكن ما تبقى من العقد شهد تضخمًا معتدلًا يتراوح من 1٪ إلى 3.7٪. كان متوسط التضخم السنوي للعقد بأكمله 2.04٪ فقط.[3]

## اغتيالات ومحاولات الاغتيال
تشمل الاغتيالات والقتل المستهدف ومحاولات الاغتيال البارزة ما يلي:

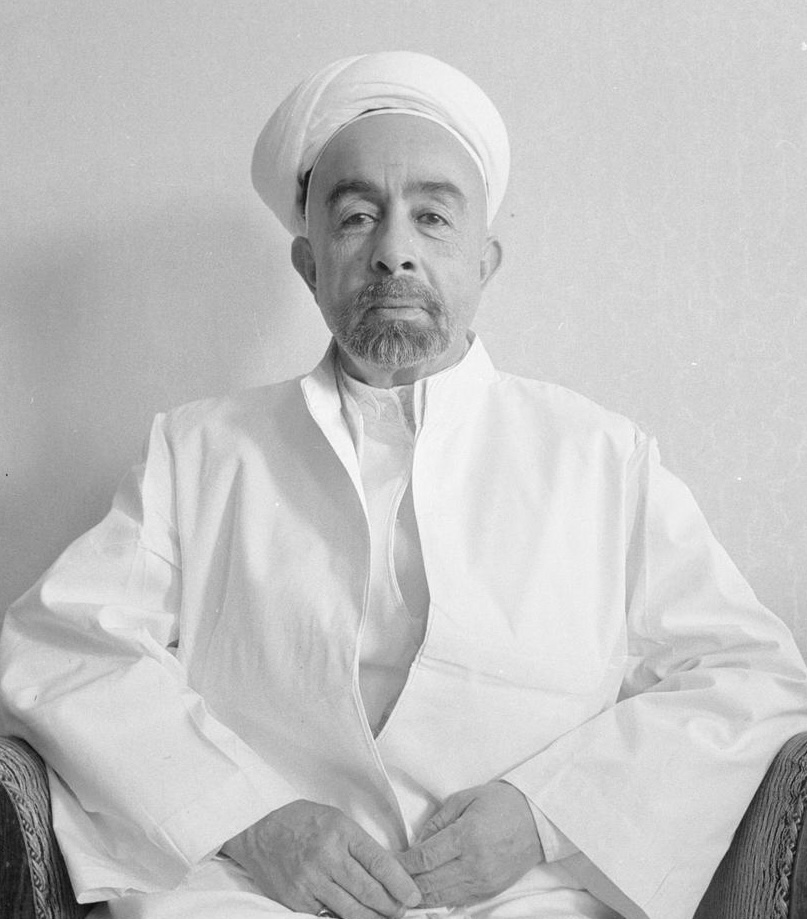
عبدالله الأول ملك الأردن

- 1950: محاولة اغتيال هاري إس ترومان - حاول اثنان من القوميين البورتوريكيين اغتيال الرئيس ترومان في واشنطن العاصمة، مما أسفر عن مقتل اثنين من عملاء الخدمة السرية، ولم يصب الرئيس بأذى. وقتل أحد القتلة في الحادث وحكم على الآخر بالإعدام، حول الرئيس ترومان عقوبته إلى السجن مدى الحياة.
- 1951: اغتيال الملك عبد الله- قتل الملك عبد الله الأول ملك الأردن أثناء صلاة الجمعة في القدس. مع اغتياله توقفت إمكانية مفاوضات السلام بين إسرائيل والأردن حتى تطبيع العلاقات الإسرائيلية الأردنية في 1994.
- 1955: اغتيال رئيس بنما - اغتيل رئيس بنما خوسيه أنطونيو ريمون كانتيرا.
- 1956: اغتيال رئيس نيكاراغوا - أناستاسيو سوموزا غارسيا رئيس نيكاراغوا الديكتاتوري على يد قاتل. وبعد وفاته استولى على الحكم ابنه لويس سوموزا ديبايل.
- 1959: اغتيال رئيس الوزراء السريلانكي س دبليو أر دي باندارانايكا على يد راهب بوذي بملابسه كجزء من الصراع بين السنهاليين والتاميل.

## العلوم والتقنية

### التقنية

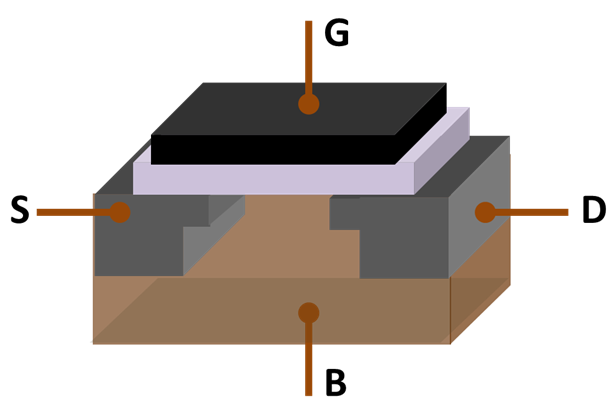
اختراع موسفت (ترانزستور MOS) على يد محمد عطا الله وداون كانغ في مختبرات بل في نوفمبر 1959. وهو عنصر مركزي في الثورة الرقمية، والآلة الأكثر تصنيعًا في التاريخ.

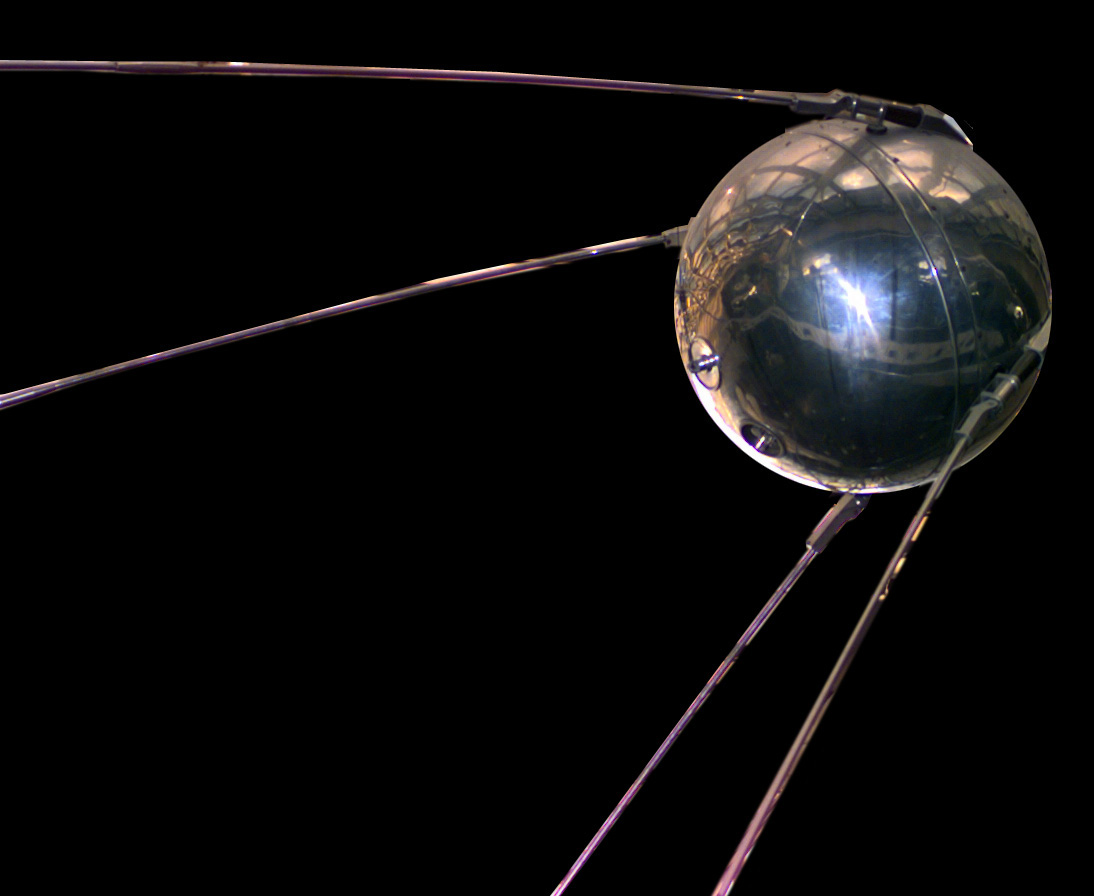
في 1957 أطلق الاتحاد السوفيتي سبوتنك 1 أول قمر صناعي إلى الفضاء.

- أعطى الترانزستور ثنائي القطب الذي تم اختراعه مؤخرًا إمكانات واضحة، وعلى الرغم من ضعفه الشديد في البداية، ولكن قامت شركات مثل GE وRCA وPhilco بتحسينه وتطويره بسرعة في بداية الخمسينيات. بدأ أول إنتاج تجاري للترانزستور في مصنع ويسترن إلكتريك في ألينتاون بنسلفانيا في أكتوبر 1951 مع ترانزستور الجرمانيوم التلامس النقطي. لم تبدأ منتجات الترانزستور حتى 1954 في تحقيق نجاح تجاري حقيقي باستخدام أجهزة المذياع المحمولة الصغيرة.

حدث تقدم كبير في تكنولوجيا أشباه الموصلات مع اختراع MOSFET (ترانزستور التأثير الميداني لأكسيد المعادن وأشباه الموصلات)، والمعروف أيضًا باسم ترانزستور MOS عن طريق محمد عطا الله وداون كانغ في مختبرات بل في نوفمبر 1959. فأحدث ذلك ثورة في صناعة الإلكترونيات، وأصبحت لبنة البناء الأساسية للثورة الرقمية. واصلت MOSFET لتصبح أكثر الأجهزة تصنيعا في التاريخ.
وصل التلفزيون الذي دخل الأسواق لأول مرة في الأربعينيات إلى مرحلة النضج في الخمسينيات، وبنهاية العقد امتلكت معظم الأسر الأمريكية جهاز تلفزيون. حدث اندفاع لإنتاج شاشات أكبر من الشاشات الصغيرة الموجودة في نماذج الأربعينيات خلال الفترة 1950-1952. وفي 1954 أنتجت مختبرات بل وبتقديم من RCA أول بطارية شمسية. وفي سنة 1954 كان من الممكن شراء ساحة من ورق اللصق مقابل 59 سنتًا فقط. تم اختراع مادة بولي بروبيلين في 1954. وفي 1955 اخترع جوناس سالك لقاحًا ضد شلل الأطفال تم إعطاؤه لأكثر من سبعة ملايين طالب أمريكي. وفي سنة 1956 تم اختراع ساعة يد تعمل بالطاقة الشمسية.
جاءت مفاجأة في 1957: أطلق السوفييت قمرًا صناعيًا يبلغ وزنه 184 رطلاً (83 كجم) اسمه سبوتنك 1. بدأ سباق الفضاء بعد 4 أشهر عندما أطلقت الولايات المتحدة قمرًا صناعيًا أصغر.

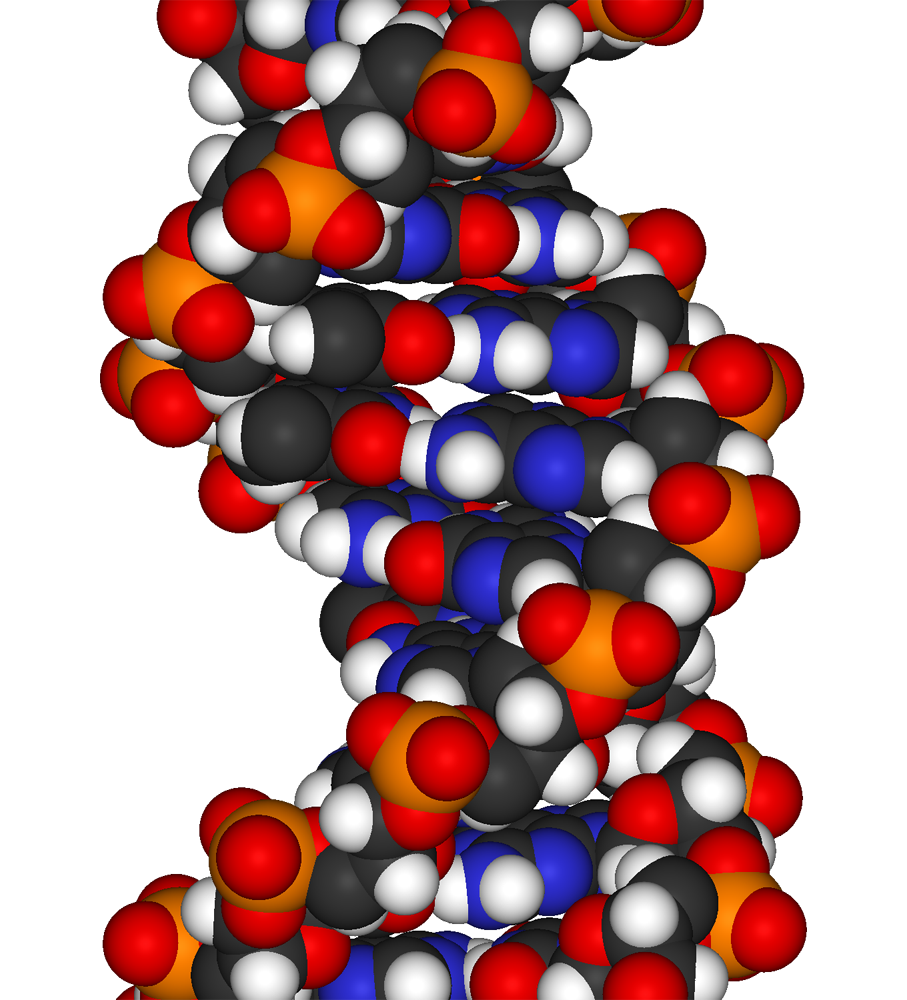
اكتشف فرانسيس كريك وجيمس واتسون التركيب الحلزوني للحمض النووي

- قام تشارلز تاونز ببناء ميزر في 1953 في جامعة كولومبيا.
- أطلق الاتحاد السوفيتي سبوتنك 1 أول قمر صناعي دار حول الأرض في 4 أكتوبر 1957.
- أجرت الولايات المتحدة أول تجربة انفجار لقنبلة هيدروجينية.
- اختراع الخلايا الشمسية الحديثة.
- دخول أول طائرات ركاب في الخدمة.
- استخدمت الولايات المتحدة السجون الفيدرالية والمؤسسات العقلية ومتطوعين في الاختبارات الدوائية لاختبار عقاقير مثل إل إس دي وكلوربرومازين. بدأ أيضًا في تجربة عملية بضع الفص الحجاجي.
- افتتح الرئيس هاري ترومان خدمة تلفزيونية عابرة للقارات في 4 سبتمبر 1951، عندما ألقى خطابًا إلى الأمة. نقلت AT&T خطابه من سان فرانسيسكو وشوهد من الساحل الغربي إلى الساحل الشرقي في نفس الوقت.

### العلوم
- اكتشف فرنسيس كريك وجيمس واتسون البنية الحلزونية المزدوجة للحمض النووي. ساهمت روزاليند فرانكلين في اكتشاف هيكل الحلزون المزدوج.
- تم إنتاج لقاح تحصين ضد شلل الأطفال.
- أول اختبار ناجح بالموجات فوق الصوتية لنشاط القلب.
- تم تأسيس سيرن.
- تم افتتاح أول محطة للطاقة النووية في العالم في أوبنينسك بالقرب من موسكو.
- إنشاء منظومة ناسا.
- تمت زراعة أول خلايا سرطان عنق الرحم البشرية خارج الجسم في 1951، من جسم هنريتا لاكس. تُعرف الخلايا باسم خلايا هيلا وهي أول خلية دائمة[الإنجليزية] وأكثرها استخدامًا.
- أول كمبيوتر الجيل الثاني[الإنجليزية] بني في جامعة مانشستر في نوفمبر 1953.

## ثقافة عامة

### تلفزيون

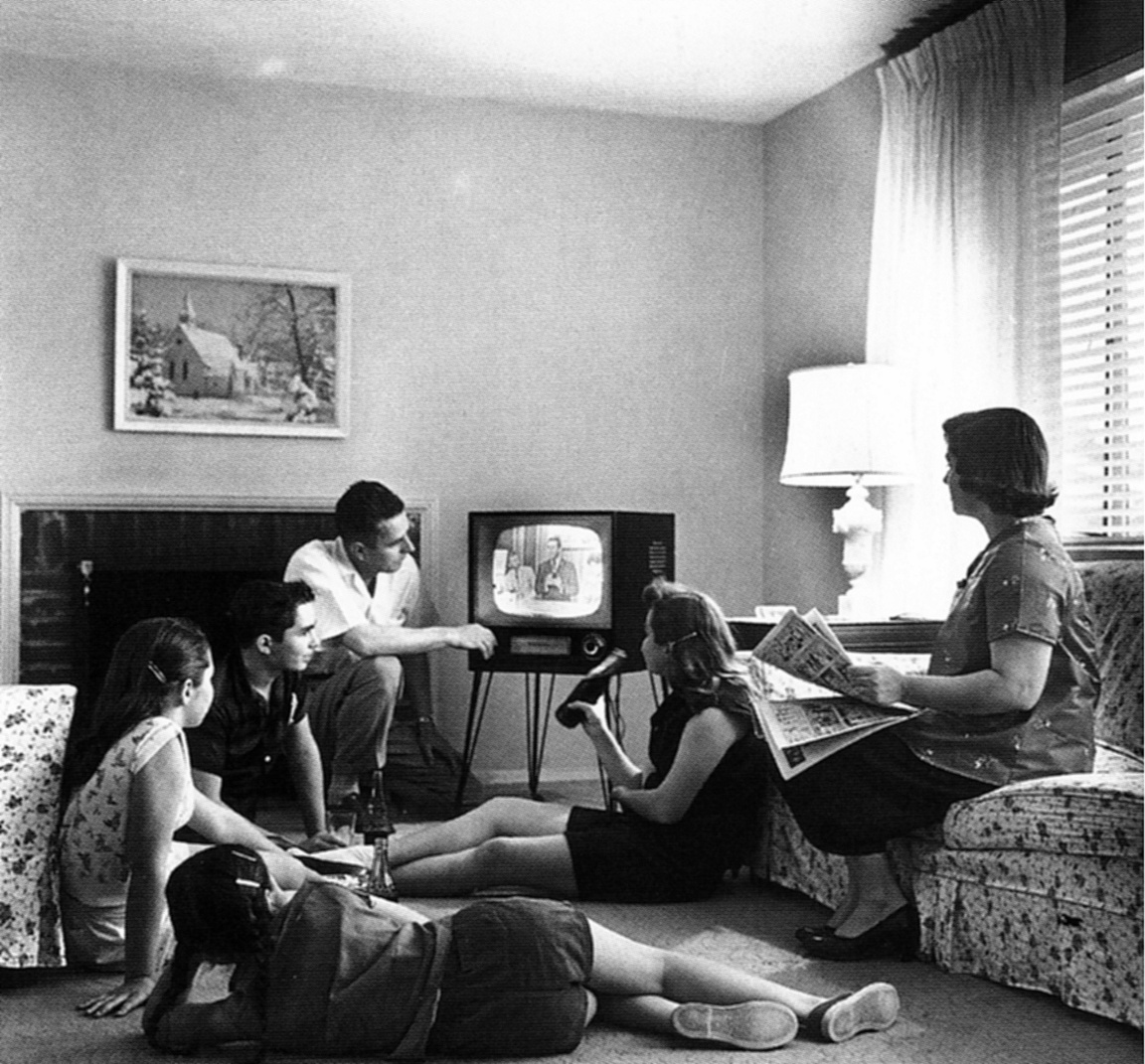
عائلة أمريكية تشاهد التلفاز، 1958

أطلق بعض الناس على عقد الخمسينيات بالعصر الذهبي للتلفزيون. فارتفعت مبيعاتها بقوة في تلك الفترة، ففي 1950 كان لدى 4.4 مليون عائلة في أمريكا جهاز تلفزيون. كرس الأمريكيون معظم أوقات فراغهم لمشاهدة البث التلفزيوني. وقضوا الكثير من وقتهم في مشاهدته، مما أدى إلى انخفاض في الحضور السينمائي وكذلك في عدد مستمعي الراديو. أحدث التليفزيون ثورة في الطريقة التي يرى بها الأمريكيون أنفسهم والعالم من حولهم. وأثر على جميع جوانب الثقافة الأمريكية. «فالتلفزيون أثر على ما نرتديه، والموسيقى التي نستمع إليها، وما نأكل، والأخبار التي نتلقاها».

### الرياضة

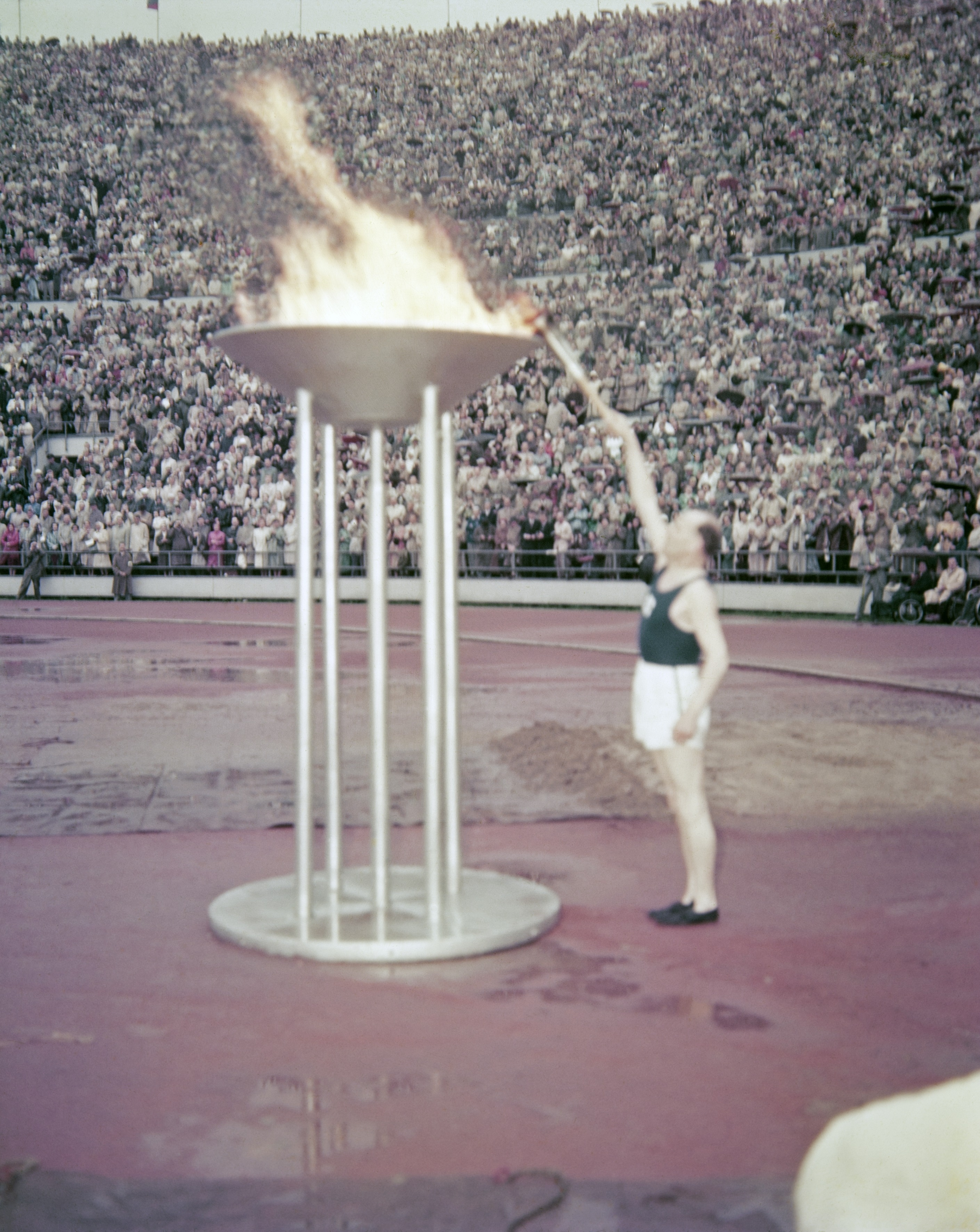
بافو نورمي والشعلة الأولمبية في حفل افتتاح دورة الألعاب الأولمبية الصيفية 1952

- الموسم الافتتاحي للفورمولا 1

#### الأولمبياد
- جرت الألعاب الأولمبية الصيفية 1952 في هلسنكي فنلندا.
- جرت الألعاب الأولمبية الشتوية 1952 في أوسلو النرويج.
- جرت الألعاب الأولمبية الصيفية 1956 في ملبورن أستراليا.
- جرت الألعاب الأولمبية الشتوية 1956 في كورتينا دامبيدزو إيطاليا.

#### كأس العالم لكرة القدم
- أقيم كأس العالم 1950 في البرازيل، وفازت أوروغواي بالكأس.
- أقيم كأس العالم 1954 في سويسرا، وفازت ألمانيا الغربية بالكأس.
- أقيم كأس العالم 1958 في السويد، وفازت البرازيل بالكأس.

تميز كأس العالم 1958 بظهور بيليه البالغ من العمر 17 عامًا لأول مرة على المسرح العالمي، والذي لم يكن مشهورًا بعد.

## أشخاص

### سياسيين
- كونراد أديناور
- فيدل كاسترو
- ويلي براندت
- ماو تسي تونغ
- كم إل سونغ
- نيكيتا خروتشوف
- دوايت أيزنهاور
- فرانثيسكو فرانكو
- إليزابيث الثانية
- شارل ديغول
- تيودور هويس
- فيصل الثاني
- شكري القوتلي
- أحمد سوكارنو
- جمال عبد الناصر
- جوزيف بروز تيتو
- جواهر لال نهرو
- يوسف ستالين
- فالتر أولبريشت
- جيتوليو فارجاس
- إيمري ناغ
- الحسين بن طلال
- سعود بن عبد العزيز آل سعود